# Nervi aferent
Un nervi aferent, coneguda també com neurones sensorials o receptores, és un nervi que transmet impulsos des dels receptors sensitius de la perifèria del cos fins al sistema nerviós central. Aquest terme s'empra per descriure les connexions relatives entre estructures. Els nervis aferents es comuniquen amb interneurones especialitzades. L'activitat oposada de direcció o sentit s'anomena eferent.

## Percepció
La consciència sobre el món està determinada pels mecanismes fisiològics involucrats en el processament de la informació relacionada, inclosos els passos com la conversió de l'energia de l'estímul en activitat nerviosa codificada, que indica la qualitat, la intensitat, la ubicació i la durada de l'estímul. Els potencials d'acció estan codificats en diferents patrons temporals al llarg de diferents fibres nervioses. Aquest codi representa informació del món exterior, encara que, com sol passar amb els símbols, difereix molt de la informació que representa. És possible que la informació aferent codificada tingui o no un correlacionat conscient, és a dir, pot estar incorporada o no al coneixement conscient del món físic. La informació aferent que té un correlat conscient s'anomena informació sensorial, aquesta experiència conscient dels objectes i esdeveniments del món extern que adquirim a partir del processament nerviós de la informació aferent s'anomena percepció. El seu cos està en petits ganglis que estan a cada costat de la columna vertebral. Té dies porcions, una més gran que és la fibra perifèrica, que arriba fins a una terminació sensitiva, i una menor que penetra a la medul·la espinal per l'arrel dorsal.

## Etimologia
El terme aferent es deriva del participi en llatí afferentem (af- = ad-: a + ferre: portar), que significa "portar a". Ad i ex proporcionen una senzilla regla mnemònica en anglès per recordar els significats de "aferent" i "eferent": afferent connection arrives i efferent connection exits. En espanyol, la regla es podria mantenir amb els verbs sinònims "arribar" i "exir".

## Funció
La seva funció és participar en funcions corporals com a contracció de la musculatura esquelètica, contraccions musculars llises dels òrgans interns i secreció de glàndules exocrines i endocrines, mitjançant impulsos nerviosos anomenats efectors. Això es fa mitjançant la transportació d'informació en forma d'impulsos des del sistema nerviós central (medul·la espinal o cervell), cap a la perifèria (músculs o glàndules). Des d'un altre punt de vista podria semblar que els sistemes sensorials funcionen com un equip elèctric, però això no és del tot del tot. Si es compara el mitjà telefònic amb el nostre sistema sensorial auditiu es pot denotar que el telèfon canvia les ones sonores en impulsos elèctrics que es transmeten després al receptor a través dels cables; fins aquí s'hi val l'analogia. (Els mecanismes mitjançant els quals es transmeten els corrents elèctrics i els potencials d'acció són, per descomptat, completament diferents, però això no afecta el nostre plantejament). El telèfon canvia després els impulsos elèctrics codificats novament en ones sonores. Aquí rau la diferència fonamental, perquè el nostre cervell no tradueix físicament el codi en so; és més aviat la informació codificada o algun correlacionat del que, en si, percebem com a so. Actualment no es comprèn gens ni mica la manera com els potencials d'acció o els seus compostos es puguin associar amb les sensacions conscients.

## Procés
Al sistema nerviós hi ha un sistema "circular tancat" de sensació, decisió i reaccions. Aquest procés es duu a terme a través de l'activitat de les neurones aferents, les interneurones i les neurones eferents. Per exemple, un toc o una estimulació dolorosa crea una sensació al cervell només després que la informació sobre l'estímul sigui transportada allà a través dels recorreguts neuronals aferents. Les neurones aferents són neurones pseudounipolars, amb una única i llarga dendrita i un axó curt, i un cos cel·lular llis i rodó. La dendrita és estructural i funcionalment similar a un axó, i està mielinitzada: són aquestes dendrites similars als axons les que constitueixen els nervis aferents. Just a l'exterior de la medul·la espinal, milers de cossos cel·lulars de les neurones aferents estan agrupades en una inflor a l'arrel dorsal o posterior del nervi espinal coneguda com a gangli espinal.